# The Normal Album
The Normal Album è il terzo album in studio del musicista statunitense Will Wood, il primo come solista, pubblicato il 10 luglio 2020 dalla Say-10 Records. È stato prodotto da Jonathon Maisto, che ha anche prodotto il suo primo album, Everything is a Lot. L'album è stato finanziato in parte da una campagna di crowdfunding, che ha raggiunto il suo obiettivo nel suo primo giorno.

## Pubblicazione
The Normal Album è stato in parte finanziato da una campagna di crowdfunding su Indiegogo, oltre che dagli abbonati alla pagina Patreon di Will Wood. La campagna Indiegogo ha raggiunto il suo obiettivo entro un giorno dal suo lancio e ha raggiunto quasi i $ 28.000. I brani Love, Me Normally, Laplace's Angel (Hurt People? Hurt People!), e ... well, better than the alternative. sono stati pubblicati come singoli prima dell'uscita dell'album. L'album è stato pubblicato il 10 luglio 2020 da Say-10 Records. Due canzoni poi incluse nell'album live IN CASE I DIE:, Misanthrapologist e ... And If I Did, You Deserved It., erano state pensate per apparire su The Normal Album e successivamente nell'album seguente, In Case I Make It, ma sono stati omessi da entrambi.